# Jonatan Giráldez
Jonatan Giráldez Costas (* 27. November 1991 in Vigo, Galicien, Spanien) ist ein spanischer Fußballtrainer und derzeitiger Trainer des FC Barcelona Femení. Er kam als Assistenztrainer zur Mannschaft und wurde im Juli 2021 befördert. Obwohl er aus Galicien stammt, hat er seine gesamte Karriere, einschließlich seiner Arbeit in der Sportanalytik, in Katalonien verbracht.

## Leben
Jonatan Giráldez Costas wurde am 27. November 1991 in Vigo, Galicien, Spanien, geboren. Als er aufwuchs, spielte er Fußball bei den örtlichen Vereinen Sárdoma, Coruxo und Areosa. Als junger Mann entschied er, dass er lieber trainieren würde. Er studierte Sportwissenschaften in Pontevedra.
Giráldez war Trainer und Sportanalytiker für RCD Espanyol Cantera und die Jugendabteilungen der katalanischen Frauen-Fußballnationalmannschaft. Anschließend wurde er Cheftrainer der katalanischen U12-Fußballnationalmannschaft. 2019 wechselte er nach der Entlassung von Fran Sánchez in den Trainerstab von Lluís Cortés beim FC Barcelona Femení. Er war lange technischer Assistent und spielte eine immer wichtigere Rolle im Training und in der Spielstrategie. Das Team erreichte das Finale der UEFA Women’s Champions League und gewann die meisten nationalen Titel in dieser Ära. Die Saison 2020/21, in der sie das kontinentale Triple gewannen, gilt als eine der besten der Geschichte. Am Ende dieser Saison verließ Cortés die Position als Trainer und obwohl Cortés' Abgang aufgrund des wachsenden Erfolgs des Teams eher ungewöhnlich war, wurde berichtet, dass es zwischen ihm und einigen Spielern gebrochene Beziehungen gab, wobei alle Parteien es für vorteilhaft hielten, die Änderung vorzunehmen. Zwei Tage später wurde Giráldez offiziell als Trainer angekündigt, zunächst mit einem Einjahresvertrag. In seinem ersten Spiel als Verantwortlicher des Vereins, einem Freundschaftsspiel vor der Saison, besiegte Barcelona Elche mit 17:0. Zu Beginn der Saison 2022/23 wurde der Vertrag von Giráldez bis zum Ende der Saison 2023/24 verlängert.
Am 3. Juni 2023 gewann Giráldez nach einem 3:2-Sieg gegen den VfL Wolfsburg mit der Frauenmannschaft Barcelonas die Champions League 2022/23.

## Erfolge
Als Trainer:
- Primera División: 2022, 2023, 2024
- Champions League: 2023, 2024
- Copa de la Reina: 2022, 2024
- Supercopa de España: 2022, 2023, 2024